# Special (SP-album)
A Special SP magyar énekes harmadik stúdióalbuma.

## Az album dalai
1. Más volt/Special
2. Kép maradsz
3. Ugyanúgy
4. Hidd el!
5. Ki ez a lány?
6. Ne add fel!
7. Még valami...
8. Tudom jól (duett Hiennel)
9. Bánt
10. Ne játssz velem!
11. Menj...
12. Take Me Back (a Ne add fel! angolul)